# Andreja Valič Zver
Andreja Valič Zver, slovenska političarka, zgodovinarka in anglistka, * 21. september 1960, Kranj
Od leta 2008 je vodila Študijski center za narodno spravo. S tega položaja je odstopila leta 2020, potem ko je notranja revizija odkrila kršitve (izplačevanje previsoke plače, javno neobjavljanje prostih delovnih mest in neposodobljeni notranji akti kljub spremembam zakonodaje).
Sedi v mestnem svetu Mestne občine Kranj (2018–2022). Ta položaj je prvič zasedla leta 2010, nanj je bila izvoljena tudi leta 2014.
Je članica izvršilnega odbora SDS, sveta Zbora za republiko, glavnega odbora Združenja za vrednote slovenske osamosvojitve in predsednica sveta Inštituta dr. Jožeta Pučnika.
Deluje v izvršnem odboru Evropske platforme spomina in vesti. Kot direktorica Študijskega centra za narodno spravo je leta 2011 podpisala pristopno izjavo v prisotnosti Petra Nečasa, Viktorja Orbana in Donalda Tuska (predsedniki vlad Češke, Madžarske in Poljske).
Vodila je predstavitev knjige Janeza Janše, Noriško kraljestvo, Beli panter (2014).

## Biografija

### Študij in poučevanje
Na Filozofski fakulteti v Ljubljani je diplomirala iz zgodovine in angleškega jezika (1985) ter magistrirala iz novejše zgodovine (2002). Leta 2012 je na Filozofski fakulteti v Mariboru doktorirala iz sodobne zgodovine.
Od leta 1983 je poučevala angleški jezik in zgodovino na Gimnaziji Kranj (tam leta 2007 polovično zaposlena) in v Tehniškem šolskem centru Kranj (do oktobra 2007). Med letoma 2006 in 2009 je bila asistentka pri predmetu Moderna zgodovina na Fakulteti za družbene vede v Ljubljani (pri Janku Prunku, po avtorski pogodbi, poleg poučevanja na kranjski gimnaziji).
Leta 2007 je na Bledu sodelovala na mednarodni konferenci učiteljev Človekove pravice in pouk zgodovine, ki je bila del istoimenskega dvoletnega projekta (Evropska zveza učiteljev zgodovine EUROCLIO, Društvo učiteljev zgodovine Slovenije, Ministrstvo za šolstvo in šport ter Zavod RS za šolstvo).
Med letoma 2004 in 2008 je bila predsednica Društva učiteljev zgodovine Slovenije.

### Nekdanje funkcije
- 2012–2017: članica upravnega odbora Agencije EU za temeljne pravice[19]
- do 2017: predsednica arhivske komisije[navedi vir]
- 2007–2012: članica arhivske komisije[20]
- do 2013: predsednica in potem članica sveta Gorenjskega muzeja[21]
- nekdanja predsednica sveta Muzeja novejše zgodovine Slovenije[navedi vir]
- nekdanja članica upravnega odbora Inštituta za novejšo zgodovino[navedi vir]

## Zasebno
Živela je v Preddvoru, nato se je preselila v Kranj, kjer je obiskovala Osnovno šolo Simona Jenka in Gimnazijo Kranj. Leta 2011 se je poročila z Milanom Zverom. Njuni poročni priči sta bili Janez Janša in njegova žena Urška Bačovnik Janša.
Včasih se je pisala Valič Zupan. Iz prejšnjega zakona ima hčer. Njen oče Andrej Valič (1931–2003) je bil arheolog.